# Leucorchestris porti
Leucorchestris porti is een spinnensoort uit de familie van de jachtkrabspinnen (Sparassidae).
De wetenschappelijke naam van de soort werd in 1965 gepubliceerd door Reginald Frederick Lawrence.